# Belgisch verzet in de Tweede Wereldoorlog

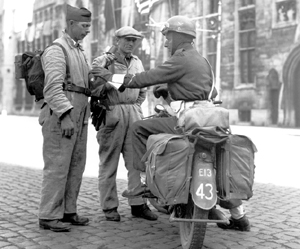
Een lid van de Canadese Militaire Politie praat in Brugge met twee Belgische weerstanders (september 1944)

Het Belgisch verzet in de Tweede Wereldoorlog is de verzamelnaam voor alle personen en groepen die tijdens de Tweede Wereldoorlog weerstand boden aan de Duitse bezetting van België. Het verzet wordt ook wel de weerstand genoemd en verzetsleden "weerstanders" of witten.

## Voorgeschiedenis
Ondanks aandringen van de SS van Heinrich Himmler voor een burgerlijk bestuur (Zivilverwaltung), bleef België, samen met Noord-Frankrijk tot 7 juni 1944 onder militair bestuur (Militärverwaltung).
De 62-jarige Pruisische generaal Freiherr Alexander von Falkenhausen werd als militair gouverneur (Militärbefehlshaber) aangewezen. Zijn taak was om de rust en orde in zijn gebied te bewaren, maar ook om het economisch en menselijk potentieel daarvan optimaal aan te wenden voor de Duitse oorlogvoering.
Daartoe vormde hij een Verwaltungsstab onder leiding van Eggert Reeder en een Kommandostab onder leiding van majoor Bodo von Harbou. De eerste was bevoegd voor de burgerlijke aspecten van het bestuur, de tweede voor de militaire.
Voor de uitvoering beschikte hij over de bezettingstroepen, de Feldgendarmerie en de Geheime Feldpolizei en kon ook een beroep doen op hulpeenheden zoals de Vlaamse Wacht, Garde Wallonne en Hilfsfeldgendarmerie.
Daarnaast opereerden ook nog de Abwehr en de SIPO-SD (Sicherheitspolizei - Sicherheitsdienst) in bezet gebied. De eerste hing af van het Oberkommando der Wehrmacht en de laatsten van het Reichssicherheitshauptamt van Himmler. De beruchte Gestapo was een onderafdeling van de SIPO-SD.
Een groot deel van de politionele taken gebeurde echter door de Belgische politie en rijkswacht, waar von Falkenhausen de controle over had.
De Britse weerstand, de strijd in de Sovjet-Unie (vanaf 22 juni 1941), de intrede van de Verenigde Staten in de oorlog (7 december 1941), de racistische maatregelen tegen de Joden in België, het toenemend voedseltekort, het ontberen van de vrijheid en de verplichte tewerkstelling in Duitsland vanaf 1942, deden het Belgisch verzet overstappen van een overwegend passieve naar een meer actieve rol.

## Passief verzet
Naast het weigeren om voor de bezetter te werken, was staken de meest voorkomende vorm van passief verzet. Dit gebeurde dikwijls op symbolische datums, zoals 10 mei (verjaardag van de inval), 21 juli (nationale feestdag) en 11 november (Duitse overgave in 1918). De grootste staking brak uit op 10 mei 1941 in de staalfabrieken van Cockerill-Sambre in Seraing. Al snel waren ten minste 70.000 arbeiders in de volledige provincie Luik in staking. De Duitsers verhoogden de lonen met 8% en de staking stopte snel.

## Actief verzet
De voornaamste acties van het actieve verzet bestonden uit:
- Het doorspelen van inlichtingen ten behoeve van Groot-Brittannië (de voornaamste inlichtingennetten waren: "Cleveland" of "Clarence" van Walthère Dewé, "Zero" van Fernand Kerkhofs, "Luc" van Georges Leclercq, "Sabot" van P. Bouriez, "Mill" van Adrien Marquet)
- Het helpen vluchten van ca. 1600 neergeschoten Britse en Amerikaanse piloten en vliegtuigbemanningen.
- Het doden van collaborateurs
- het verzorgen van clandestiene pers (650 verschillende bladen met als hoogtepunt de uitgave van de "Valse  Soir" op 9 november 1943) om het moreel van de bevolking hoog te houden
- Het saboteren van Duitse aanvoerlijnen (vooral door de groep "G" van de ingenieursfaculteit van de ULB) voor en na de landing in Normandië
- Het uitvoeren van sabotageacties, zoals het onderbreken van telefoonverbindingen, elektriciteitstoevoer en spoorverkeer, het vernielen van gewassen, en het verstoren van industriële productie met "La Grande Coupure" als een van de spectaculairste verzetsdaden
- Aanval op het twintigste treinkonvooi, een transport met hoofdzakelijk Joden vanuit kamp Mechelen naar Auschwitz.
- Het strijden tegen de Duitse achterhoede tijdens de bevrijding en het leiden van bijvoorbeeld Britse eenheden bij de verovering van de zo goed als volledig intacte haven van Antwerpen
- Het aanhouden en bewaken van collaborateurs na de bevrijding

Een aantal van deze acties werd gevolgd door zware represailles van Duitse kant, zoals in Meensel-Kiezegem. Het verzet in Hasselt is illustratief voor acties van Belgische weerstanders.

## Verzetsgroepen

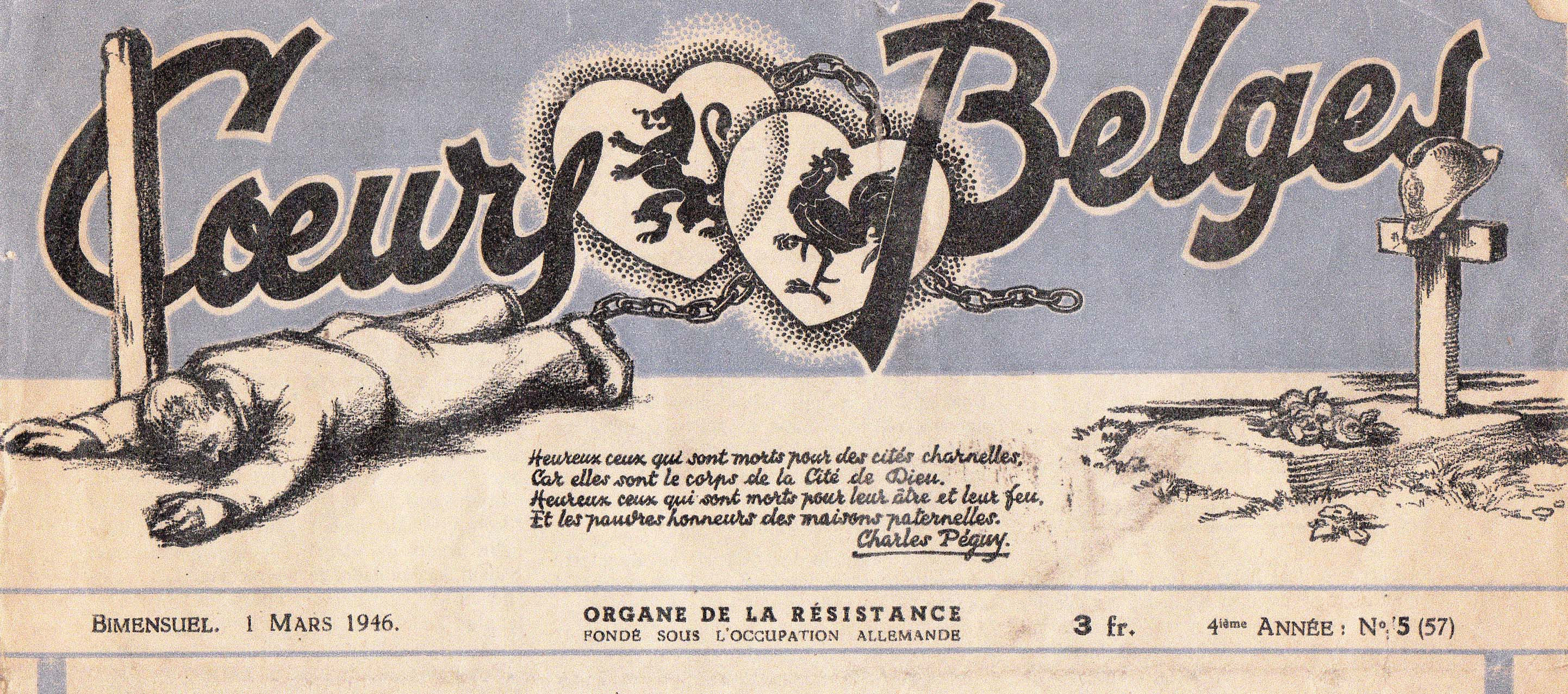
Tijdschrift van het verzet

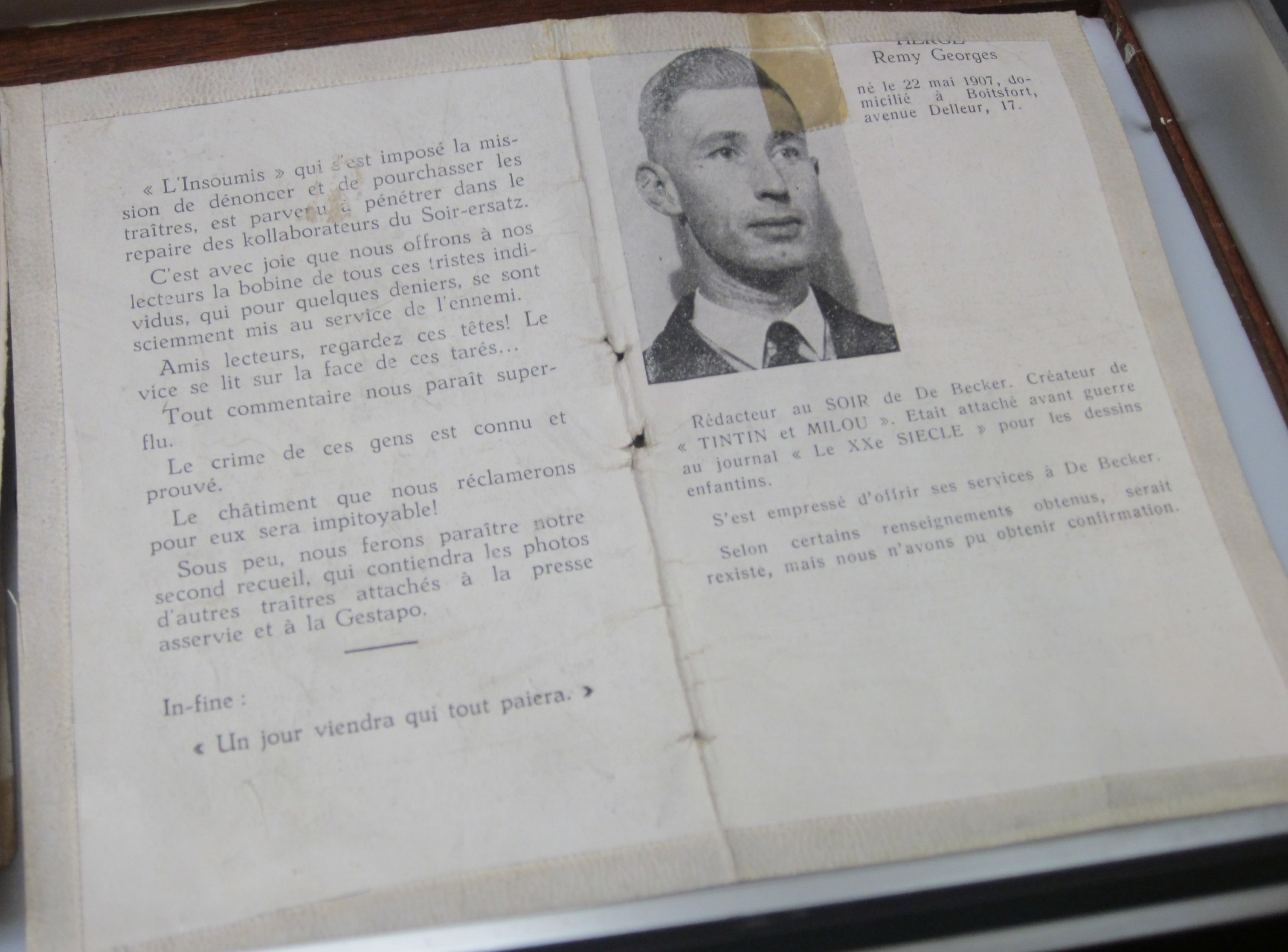
Pagina uit Galerie des Traîtres, clandestien gepubliceerd door de verzetsgroep "L'Insoumis", waarin Hergé wordt beschuldigd van collaboratie (Nationaal Museum van de Weerstand te Anderlecht).

Onder de verzetsgroepen waren de voornaamste:
- de Witte Brigade van Marcel Louette (alias Fidelio)
- het Onafhankelijkheidsfront-Front de l'Indépendence waarbij de communistische partij zich als groep aansloot
- het Geheim Leger, oorspronkelijk onder de naam 'Het Belgisch Legioen' (La Légion belge) door kapitein-commandant Charles Claser opgericht, samengevoegd met 'Het Heropgericht Leger van België' (L'Armée belge reconstituée) van kolonel Robert Lentz en 'La Phalange' van graaf Xavier de Hemricourt de Grunne, en werd gesteund door Londen
- het Korps der Partizanen van Louis Van Brussel, een communistische strijdgroep
- Die Rote Kapelle van de jood Leopold Trepper, eveneens communistisch, een groep die geen geweld gebruikte, maar wel infiltreerde in Duitse middens en inlichtingen verzamelde voor Moskou
- de Nationale Koninklijke Beweging of NKB, ontstaan uit het rexistische milieu, maar afgesplitst van de partij nadat die begon te collaboreren
- de Belgische Nationale Beweging
- de Zwarte Hand, het verzet tegen de nazi's in Klein-Brabant en de Rupelstreek.
- Groep G (Groupe général de sabotage), begin 1941 onder impuls van Jean Burgers ontstaan aan de Université Libre de Bruxelles (ULB) uit de "Kring voor Vrij Onderzoek" (Cercle du Libre Examen).
- het Joodsch Verdedigingscomiteit, dat duizenden kinderen een onderduikadres bezorgde.
- Het Comité Gilles stuurde informatie door naar de Belgische regering in Londen over de politieke, sociale en economische toestand van de bevolking. Zo werd advies gegeven over de verdere oorlogsvoering en de wederopbouw na de oorlog.
- Les Insoumis,ontstaan uit de sluikpers en dan via officier van staatsveiligheid Maurice Van Brabant zich naar een gewapende weerstandsgroepering omgevormd.

Vele verzetsstrijders waren lid van meerdere groepen, hetgeen risico's inhield. Er bestond verder zeer weinig samenwerking tussen de groepen, er was zelfs sprake van rivaliteit en onderling wantrouwen. In tegenstelling tot Frankrijk was er geen overkoepelend bestuur.
Verzetsleden waren "de witten", terwijl men de collaborateurs de "zwarten" noemde. Mede daardoor werd de naam "Witte Brigade" door niet-ingewijden gebruikt om alle verzetsgroepen mee aan te duiden.
Tijdens en zelfs na de bevrijding van België, grotendeels in de maand september van 1944 traden nog velen toe tot het verzet. Oorzaken hiervan waren een late roeping, een uitweg van wraakgevoelens of opportuniteit. Belangrijk hierbij is zeker dat de verzetsgroeperingen een actief wervingsbeleid voerden omdat ze hun ledenaantal wilden inzetten om meer naoorlogse politieke invloed te verwerven.
Dezen worden de "septemberweerstanders" genoemd. Na de oorlog, bij het officieel erkennen van een van de 4 statuten van weerstander werd daarop gereageerd door enkel mensen te erkennen die zich vóór de landing in Normandië aangesloten hadden.

## Bekende verzetsleden

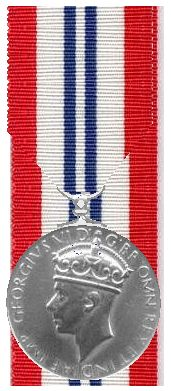
De Britse Medaille van de Koning voor Dapperheid in de Zaak van de Vrijheid, toegekend voor hulp aan piloten, opgemaakt in de Britse "hofstijl"

- Jean Améry
- Jules Bastin
- Adrien van den Branden de Reeth
- Simonne Brugghe
- Charles Claser
- Albert De Coninck
- Jacques de Duve
- Andrée de Jongh
- Louis De Lentdecker
- Philippe de Liedekerke
- Jeanne Dormaels
- Aloïs Gerlo
- Jacques Grippa
- Adrien De Groote
- Arthur Haulot
- Fernand Jacquet
- George Laport
- Robert Lentz
- Marcel Louette
- De Menten de Horne
- Victor Martin
- Albert Mélot
- Jacques Ochs
- Alfred Renard
- Charles Schepens
- Sandor Szondi
- Louis Van Brussel
- Frantz Van Dorpe
- Pierre Verhaegen
- Wilchar
- André Wynen
- Marcel Gregoire

## Slachtoffers
In totaal moesten 16.200 personen de talloze verzetacties met hun leven bekopen.